# さらば (キンモクセイの曲)
「さらば」は、キンモクセイの4枚目のシングル。2002年7月3日にBMGファンハウスから発売された。

## 概要
- テレビ朝日系テレビアニメ『あたしンち』初代オープニングテーマ[2][注 1]。
- 初回限定生産。タイトル曲のみでカップリング曲は収録されていない（実質1曲）。
- 1stアルバム『音楽は素晴らしいものだ』[3]と同時発売された。
- 2024年5月17日、『あたしンち』公式YouTubeチャンネル開設4周年を記念し、同チャンネルで「さらば 〜Anniversary version〜」が公開された[4][5]。
- 2024年6月5日、『あたしンち』の新作アニメ「あたしンちNEXT」のオープニングテーマおよびエンディングテーマに採用された。

## 収録内容
1. さらば [4:31]
作詞・作曲 - 伊藤俊吾 / 編曲 - キンモクセイ
2. さらば（オリジナル・カラオケ） [4:27]

## 収録アルバム
- 音楽は素晴らしいものだ (#1)
- ベスト・コンディション 〜kinmokusei single collection〜 (#1)

## カバー
- まちだガールズクワイア（アルバム『MGC CLASSICS Vol.1』収録）
- 母（渡辺久美子）&みかん（折笠富美子）（アニメ映画『映画 あたしンち』オープニングテーマ、未発表音源）
- 阪口大助（アルバム『百歌声爛 -男性声優編-』収録、メドレーのうちの1曲）
- 藤村歩（アルバム『百歌声爛 -女性声優編-』収録、メドレーのうちの1曲）
- 名塚佳織（アルバム『百歌声爛 -女性声優編II-』収録、メドレーのうちの1曲）